# Passalus clypeoneleus
Passalus clypeoneleus es una especie de coleóptero de la familia Passalidae.

## Distribución geográfica
Habita en Panamá.